# 脈弓

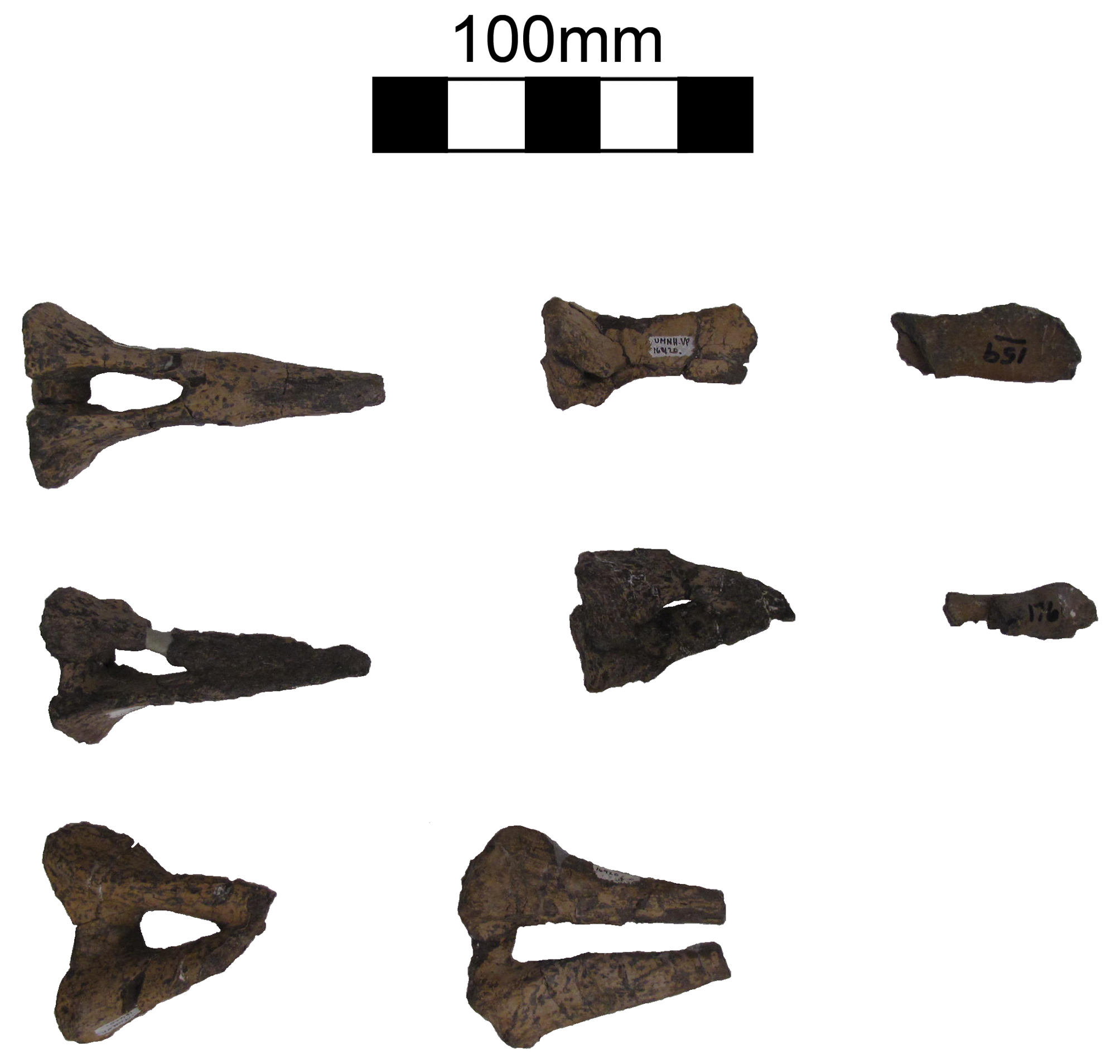
懶爪龍屬的脈弓

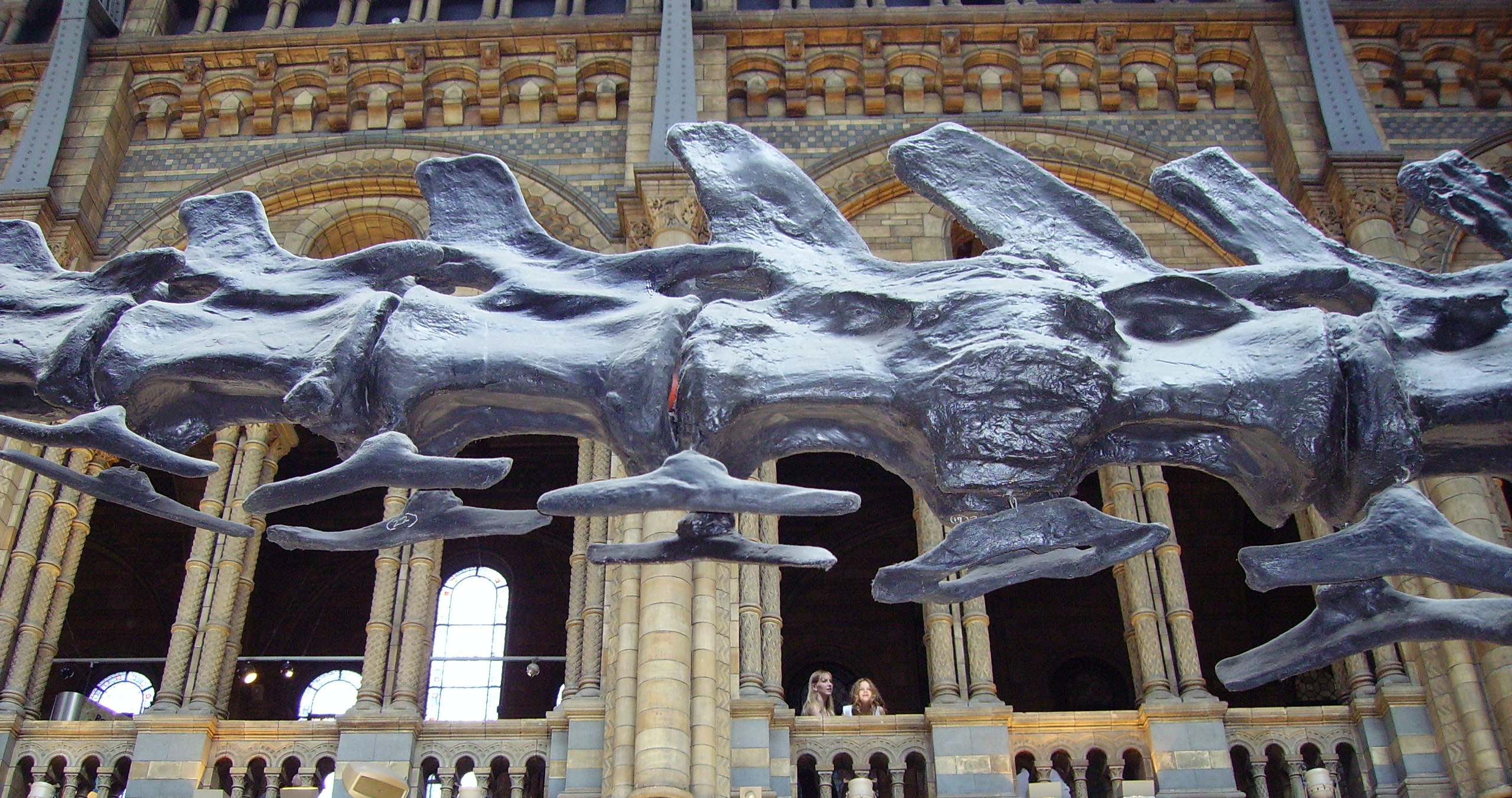
梁龍的椎骨，其中有像雙梁一様的人字骨，這也是梁龍名稱的由來，位在伦敦的自然史博物馆

脈弓（haemal arch）也稱為人字骨（chevron），是位在尾椎骨腹側的弓形骨。弓形骨和脊椎椎體之間的空間稱為脈管（haemal canal）。從脈弓中伸出的腹側棘突稱為脈棘（haemal spine）。
要流往尾部的血管，以及從尾部流回身體的血管都會經過脈弓。爬蟲類的尾股長肌是參與運動的主要冗肉之一，就在脈弓的外側。
阿爾弗雷德·羅默在1956年曾提出假說，認為鱷魚和恐龍的第一脈弓位置會隨性別而不同。不過，後續的研究發現鱷魚第一脈弓的大小和位置都不會隨性別不同，在暴龍科恐龍身上，也無法找到第一脈弓隨性別不同的顯著差異性，因此完全無法用脈弓來識別性別。
脈弓在蜥腳下目恐龙的分類學中有重要的角色，因為蜥腳類恐龍有明顯的脈弓。奧斯尼爾·查爾斯·馬許在1878年將蜥腳類恐龍命名為梁龍屬，因為其特，殊的脈弓形狀，而且有前突和後突的分叉。一度認為這是梁龍和其相近種恐龍的重要特徵，目前已知分叉脈弓在蜥腳類恐龍中廣泛存在，而泰坦龍形蜥腳類恐龍的脈弓又變成沒有分叉。

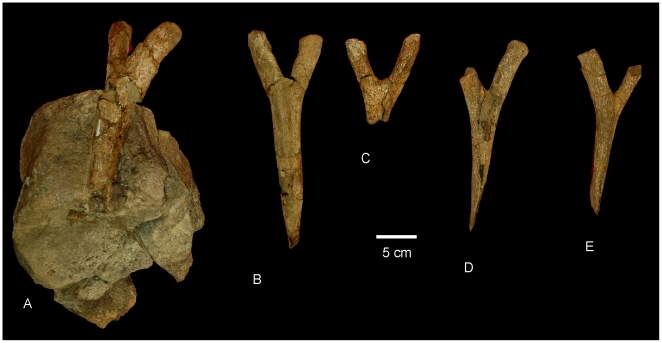
溫頓巨龍屬的脈弓
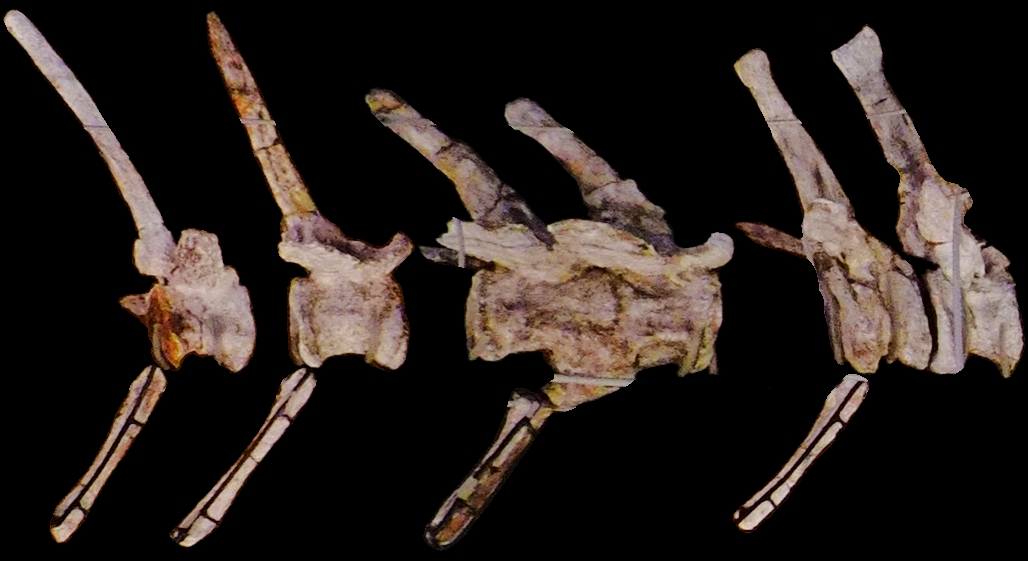
Caudal vertebrae of 魚獵龍屬的尾椎，脈弓在尾巴的下方
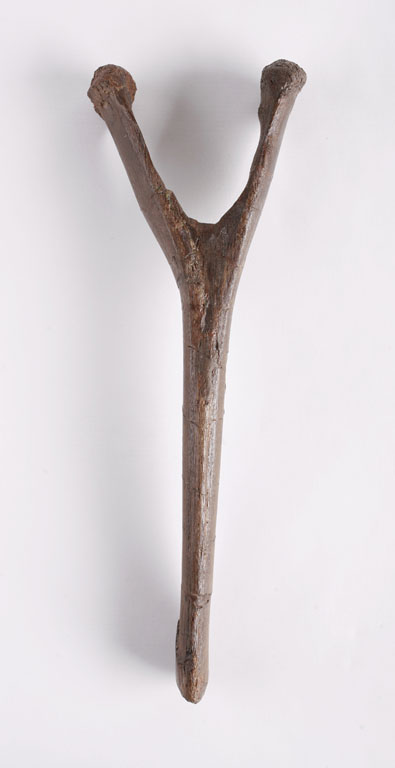
埃德蒙頓龍屬的脈弓
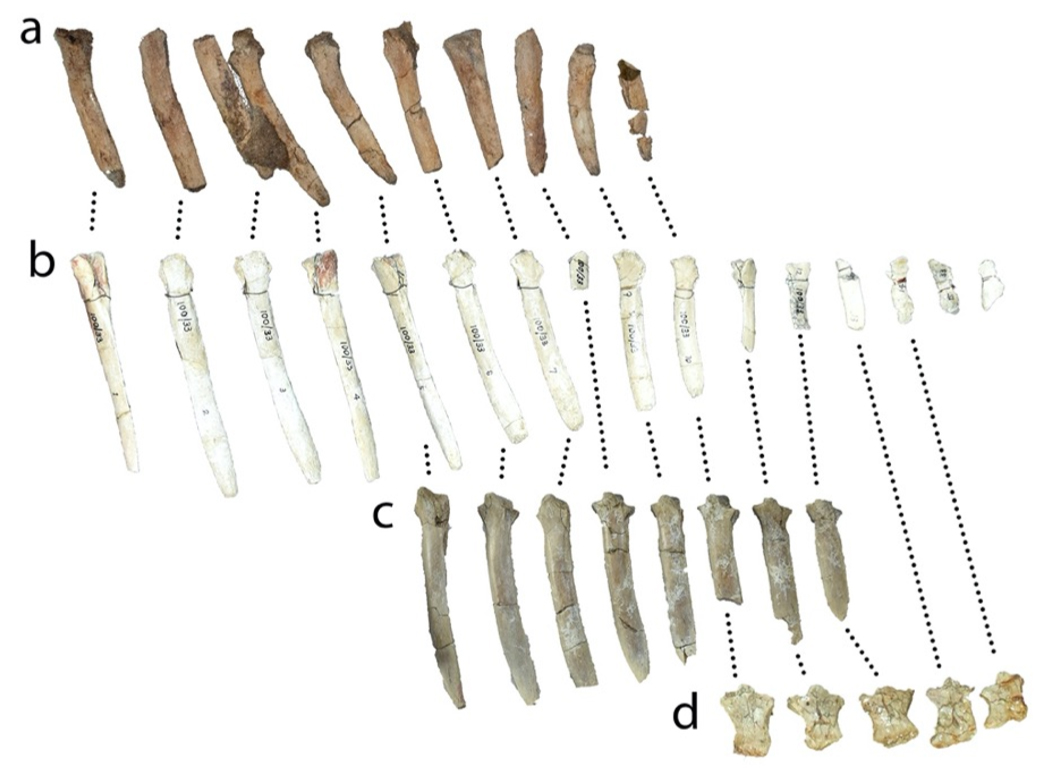
三頭鷹龍屬和瑞欽龍的脈弓
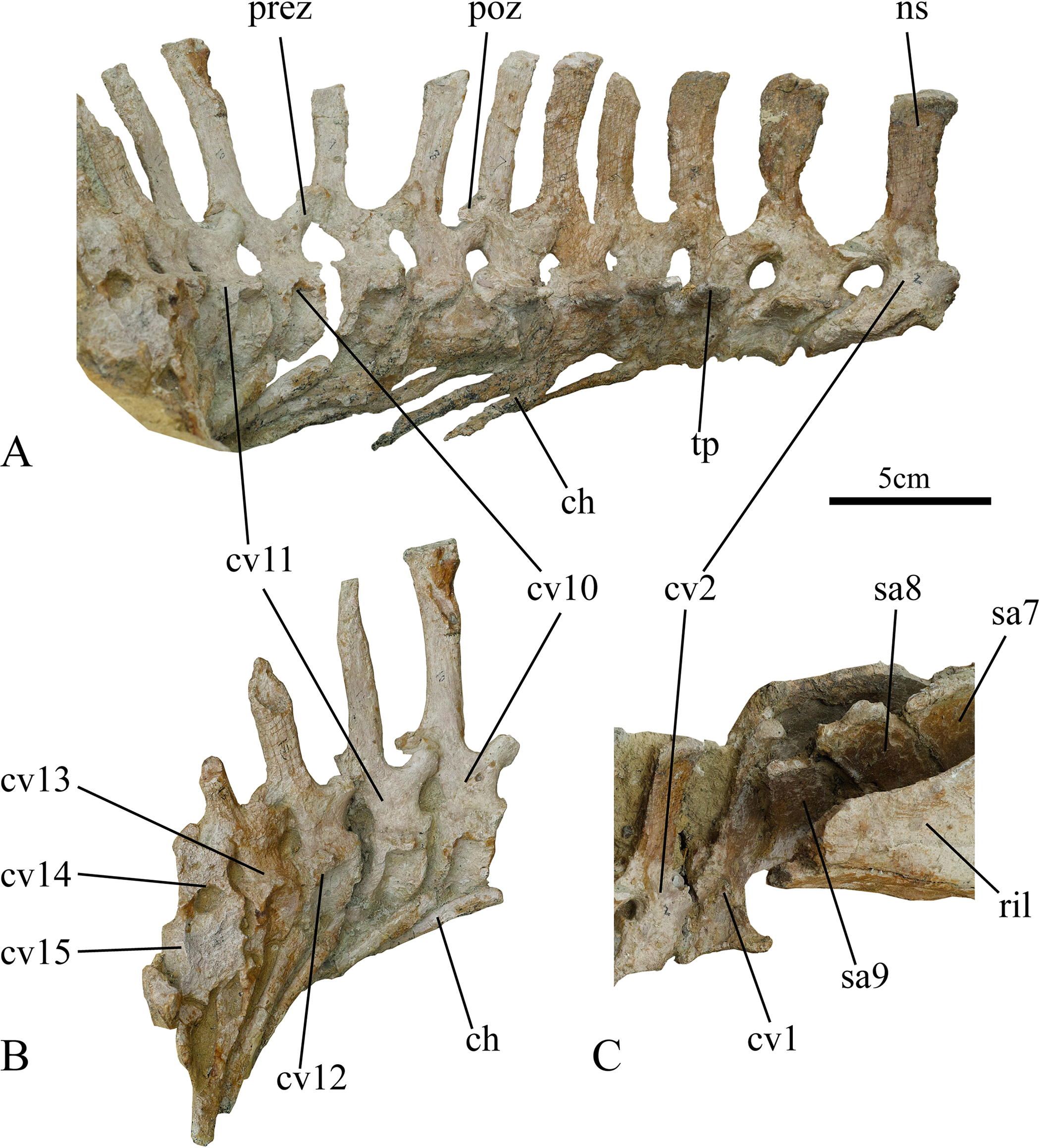
坐骨角龙属的尾椎，脈弓在尾巴的下方